# Sardinka
Sardinka je český rodový název pro několik druhů sleďovitých ryb z rodů Sardina, Sardinella a Sardinops, vzácněji i pro některé další rody. Nejznámější je sardinka obecná (Sardina pilchardus). Tyto ryby žijí v moři a jsou hospodářsky významné, často se prodávají v konzervách – vykuchané a naložené v oleji. Protože jsou v konzervách těsně namačkané, vznikl z toho i slovní obrat pro lidi „namačkané jako sardinky“ v těsném prostoru.
V českých obchodech se pod obchodním názvem „Sardinky“ ovšem neprodávají jen výše zmíněné ryby, ale i jiné ryby – sardele a šproty. Za tímto obchodním názvem se dle magazínu dTest může skrývat i dvacet různých ryb. „Baltické sardinky“ obsahují šproty – menší, tučnější, méně kvalitní, a tedy i levnější než sardinky. Pravé sardinky v Baltu nežijí.